# Jumenta de Balaão

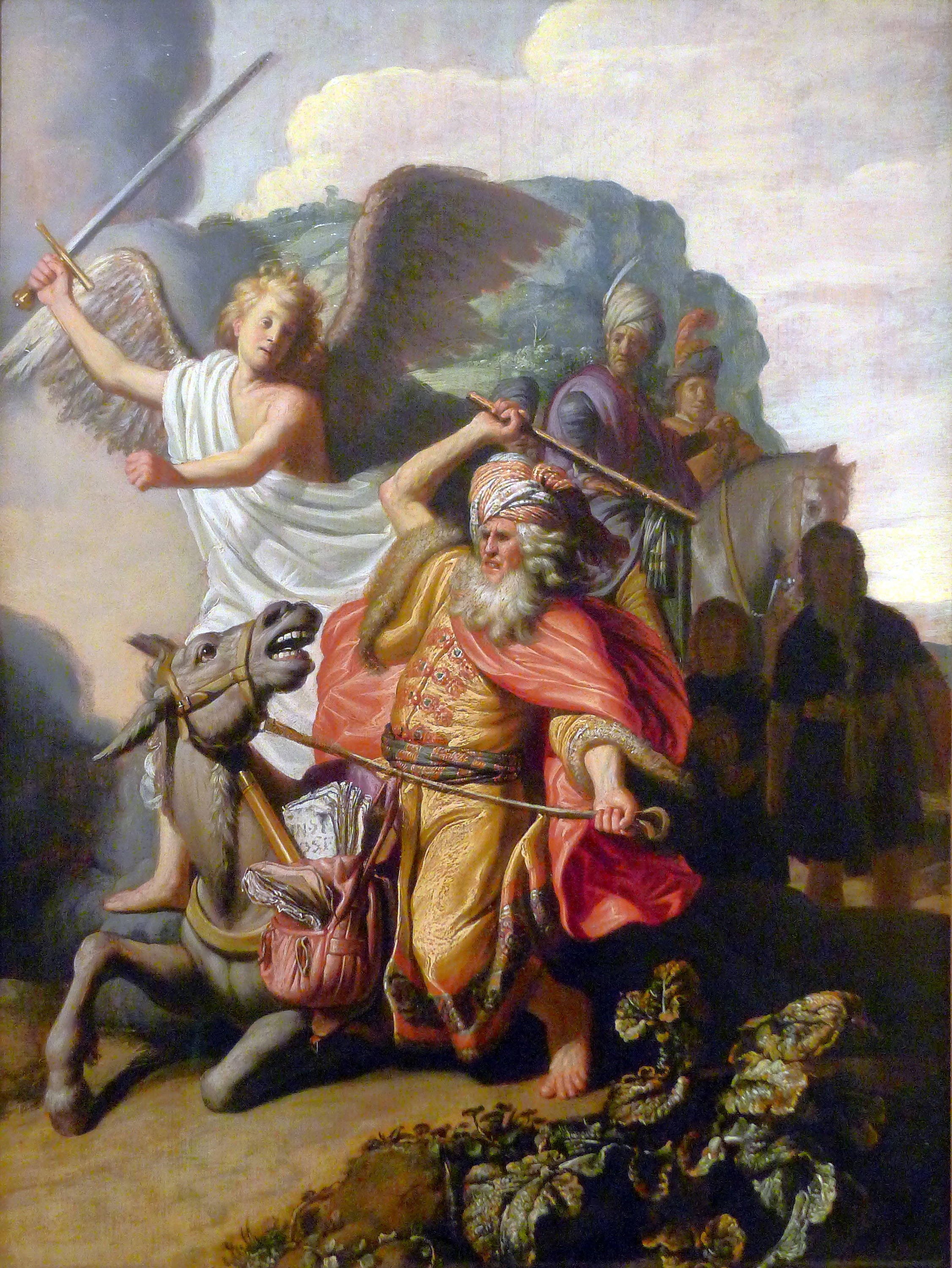
Pintura de Rembrandt

A jumenta de Balaão, no Livro dos Números, foi a jumenta que levou Balaão de Petor até Ir-Moabe.
Por três vezes, a jumenta viu o Anjo do Senhor de espada na mão, e desviou-se do caminho, protegendo Balaão de ser morto, e sendo fustigada por Balaão em todas as vezes. Na terceira vez, a jumenta falou com Balaão, explicando que tinha salvo a sua vida.